# Benelli
Benelli Armi S.p.A. je talijanski proizvođač vatrenog oružja osnovan 1967. u Urbinou, Italija, tvrtka poznata po visokokvalitetnim sačmaricama koje koristi vojska i civili diljem svijeta. Osobito je poznat sačmarici Benelli M3 koju najviše koriste specijalci (sastavi SWAT u SAD-u). Benelli je nedavno uveo najnoviji model M4 Super 90, sačmarica koja djeluje na neobični plinski mehanizam, namijenjena vojnim ciljevima za urbano ratovanje. Benelli i Benelli USA vlasništvo su Pietra Berette od 2000.

Benelli Armi osnovan je 1967. kao ogranak Benellijeve tvornice motorkotača koji su se prodavali preko Montgomery Wards. 
Mnoge sačmarice Benelli koriste jedinstveni inercijski sustav kojeg je razvio Bruno Civolani.